# 福冈女子短期大学
福冈女子短期大学（日语：／ Fukuoka Joshi  Tankidaigaku *），简称福女短，是一所位于日本福冈县太宰府市的私立短期大学。

## 概要

### 简介
- 源流成立于1907年[1]。短期大学为于1966年开办[2]、由学校法人九州学园经营。

### 历史
- 1966年 九州学园福冈女子短期大学成立并同时设置家政科[2]。
- 1967年 两个专攻即英语科、食物营养科成立[2]。
- 1970年 两个专攻即文科（日语日文专攻、英语英文专攻。英语科停止招生）、音乐科成立[2]。
- 1972年 今年4月1日改校名为福冈女子短期大学[2]。
- 1974年 家政科分离为两专攻即家政专攻和服装专攻[注 7][2]。
- 1984年 音乐科分离为两专攻即器乐专攻和声乐专攻[2]。
- 1985年 家政科服装专攻[注 7]变更为服饰美术专攻[2]。
- 1986年 秘书科成立[2]。
- 1990年 家政科服饰美术专攻变更为生活造型专攻[2]。
- 1996年 家政科变更为生活学科、家政专攻变更为生活教养专攻。专科家政专攻变更为生活专攻[2]。
- 1998年 生活学科两个专攻即生活教养专攻和生活造型专攻各自招生最后。但生活学科继续招生[2]。
- 2001年 音乐科两个专攻即器乐专攻和声乐专攻各自招生最后。但音乐科继续招生[2]。
- 2002年 文科（日语日文专攻和英语英文专攻）、生活学科各自招生最后[2]。秘书科变更为商务学科[2]。
- 2006年 三个专攻即日语日文专攻、英语英文专攻、生活专攻各自停办[2]。日语日文专攻和英语英文专攻合并为文化交流专攻[注 5][2]。
- 2012年 商务学科招生最后[3]。

### 宪章
- 请参看福冈女子短期大学的标志 （页面存档备份，存于） （日語） 2014年1月8日阅览。

## 学校环境
- 校区：在福冈县太宰府市

## 历任校长
- 釜濑富士雄：第一代短期大学校长[4]。
- 仁田原秀明：现在短期大学校长[5]

## 组织

### 学科
- 食物营养科
- 文化交流学科[注 1]
- 音乐科
- 保育学科

### 前学科
- 生活学科[注 2]
  - 生活教养专攻[注 2]
  - 生活造型专攻[注 2]
- 食物营养科
- 文科[注 2]
  - 日语日文专攻[注 2]
  - 英语英文专攻[注 2]
- 音乐科
  - 器乐专攻[注 3]
  - 声乐专攻[注 3]
- 商务学科[注 4]
- 保育学科

### 专科
| - 食物营养专攻 - 音乐专攻 - 文化交流专攻 |

### 前专科
| - 生活专攻 - 食物营养专攻 - 音乐专攻 - 日语日文专攻 - 英语英文专攻 |

### 业余课程
| - 没有 |

### 附属机关
| - 图书馆 |

## 相关链接
- 日本短期大学列表